# NGC 2507
NGC 2507 (другие обозначения — UGC 4172, MCG 3-21-10, ZWG 88.20, IRAS07587+1550, PGC 22510) — спиральная галактика (S0-a) в созвездии Рака. Открыта Уильямом Гершелем в 1786 году.
Удалена на 210 миллионов световых лет, имеет диаметр 130 тысяч световых лет. В 2015 году в галактике наблюдался кандидат в сверхновые.
Этот объект входит в число перечисленных в оригинальной редакции «Нового общего каталога».
Галактика NGC 2507 входит в состав группы галактик NGC 2507. Помимо NGC 2507 в группу также входят NGC 2514, MGC 3-21-7, UGC 4139, UGC 4145 и UGC 4170.
На фотографиях видна искажённая спиральная галактика, диском почти повёрнутая к наблюдателю, с ярким ядром и слегка более тусклой внутренней оболочкой. Тонкая пылевая полоса ограничивает ядро с северо-северо-востока и простирается до большого пылевого пятна к югу от ядра. Тусклые, гладкие спиральные рукава нерегулярны, с туманной конденсацией в рукаве в 0,5′ к восток-северо-востоку от ядра, и слабым внешним рукавом, выходящим с юга и изгибающимся на северо-восток. При визуальном наблюдении в любительский телескоп галактика представляется умеренно крупной и довольно размытой; она хорошо видна при большом увеличении как округлое световое пятно, с широким более ярким центром и плохо определёнными краями. Радиальная скорость: 4463 км/с. Расстояние: 200 млн световых лет. Диаметр: 145 тыс. световых лет.